# The First Ten Years
A The First Ten Years a brit Iron Maiden 1990-ben megjelent gyűjteményes kiadványa, melyet az EMI adott ki, 1990. február 24-én és április 28-án. A The First Ten Years az együttes első tíz évét hivatott összefoglalni, melyre a korábban megjelent kislemezek kerültek fel. A 10 CD-t tartalmazó kiadványra az eredeti kislemezek anyaga mellett bónusz koncertfelvételek is felkerültek, továbbá a korongok végén Nicko McBrain kommentjei is meghallgathatóak az egyes dalokról.
A postai úton megrendelhető limitált kiadás mind a 10 részében egy-egy voucher volt megtalálható.
A The First Ten Years VHS és Laserdisc formátumban is megjelent, melyre a zenekar addigi 16 videóklipje került fel.

## The First Ten Years part I
1. Running Free (Paul Di'Anno, Steve Harris)
2. Burning Ambition (Harris)
3. Sanctuary (Iron Maiden)
4. Drifter (élő) (Harris)
5. I've Got the Fire (élő) (Ronnie Montrose, Montrose feldolgozás)
6. Listen With Nicko! Part I (Nicko McBrain)

## The First Ten Years part II
1. Women in Uniform (Greg Macainsh)
2. Invasion (Harris)
3. Phantom of the Opera (élő) (Harris)
4. Twilight Zone (Harris, Dave Murray)
5. Wrathchild (Harris)
6. Listen With Nicko! Part II (McBrain)

## The First Ten Years part III
1. Purgatory (Harris)
2. Genghis Khan (Harris)
3. Running Free (élő – The Kosei Nenkin Hall, Nagoya, Japan 5-23-81) (Harris, Di'Anno)
4. Remember Tomorrow (élő – The Kosei Nenkin Hall, Nagoya, Japan 5-23-81) (Harris, Di'Anno)
5. Killers (élő – The Kosei Nenkin Hall, Nagoya, Japan 5-23-81) (Harris, Di'Anno)
6. Innocent Exile (élő – The Kosei Nenkin Hall, Nagoya, Japan 5-23-81) (Harris)
7. Listen With Nicko! Part III (McBrain)

## The First Ten Years part IV
1. Run to the Hills (Harris)
2. Total Eclipse (Harris, Murray, Clive Burr)
3. The Number of the Beast (Harris)
4. Remember Tomorrow (élő) (Harris, Di'Anno)
5. Listen With Nicko! Part IV (McBrain)

## The First Ten Years part V
1. Flight of Icarus (Adrian Smith, Bruce Dickinson)
2. I've Got The Fire (Montrose)
3. The Trooper (Harris)
4. Cross-Eyed Mary (Ian Anderson; Jethro Tull feldolgozás)
5. Listen With Nicko! Part V (McBrain)

## The First Ten Years part VI
1. 2 Minutes to Midnight (Smith, Dickinson)
2. Rainbow's Gold (Slesser, Mountain)
3. Mission From 'Arry (Harris, McBrain)
4. Aces High (Harris)
5. King of Twilight (Nektar feldolgozás)
6. The Number of the Beast (élő) (Harris)
7. Listen With Nicko! Part VI (McBrain)

## The First Ten Years part VII
1. Running Free (élő) (Harris)
2. Sanctuary (élő) (Iron Maiden)
3. Murders In The Rue Morgue (élő) (Harris)
4. Run to the Hills (élő) (Harris)
5. Phantom of the Opera (élő) (Harris)
6. Losfer Words (Big 'Orra) (élő) (Harris)
7. Listen With Nicko! Part VII (McBrain)

## The First Ten Years part VIII
1. Wasted Years (Smith)
2. Reach Out (Dave Colwell)
3. Sheriff Of Huddersfield (Iron Maiden)
4. Stranger in a Strange Land (Smith)
5. That Girl (Andy Barnett, Goldsworth, Jupp)
6. Juanita (Steve Barnacle, Derek O'Neil)
7. Listen With Nicko! Part VIII (McBrain)

## The First Ten Years part IX
1. Can I Play with Madness (Smith, Dickinson, Harris)
2. Black Bart Blue (Harris, Dickinson)
3. Massacre (Phil Lynott, Scott Gorham, Brian Downey, Thin Lizzy feldolgozás)
4. The Evil That Men Do (Smith, Dickinson, Harris)
5. Prowler 88 (Harris)
6. Charlotte the Harlot 88 (Murray)
7. Listen With Nicko! Part IX (McBrain)

## The First Ten Years part X
1. The Clairvoyant (élő) (Harris)
2. The Prisoner (élő) (Smith, Harris)
3. Heaven Can Wait (élő) (Harris)
4. Infinite Dreams (élő) (Harris)
5. Killers (élő) (Di'Anno, Harris)
6. Still Life (élő) (Murray, Harris)
7. Listen With Nicko! Part X (McBrain)